# Henry Batista
Henry Batista (* 3. Februar 1914; † 15. August 2002 in Palm Desert, Kalifornien) war ein amerikanischer Filmeditor.

## Leben
Batista begann Mitte der 1930er Jahre seine Tätigkeit im Bereich Filmschnitt. Bis 1946 war er vornehmlich an Kurzfilmen beteiligt, bis 1955 folgten zahlreiche Kinofilme. Ab 1955 bis 1977 war er beinahe ausnahmslos an verschiedenen Fernsehproduktionen beteiligt. Insgesamt wirkte er an mehr als 90 Produktionen mit. 
Zusammen mit William A. Lyon war er 1955 für die Arbeit an Die Caine war ihr Schicksal für den Oscar in der Kategorie Bester Schnitt nominiert.

## Filmografie (Auswahl)
- 1945: Mein Name ist Julia Ross (My Name is Julia Ross)
- 1947: Blondie in the Dough
- 1949: Gespensterreiter (Riders in the Sky)
- 1949: Blondie’s Big Deal
- 1949: Blondie Hits the Jackpot
- 1950: Diamantenjagd im Urwald (Mark of the Gorilla)
- 1950: Die Dschungelgöttin (Captive Girl)
- 1950: Der letzte Freibeuter (Last of the Buccaneers)
- 1951: Frauen und Toreros (The Brave Bulls)
- 1952: Das Himmelbett (The Four Poster)
- 1952: Schrei aus dem Dschungel (Jungle Jim in the Forbidden Land)
- 1953: Retter von Tulonga (Savage Mutiny)
- 1953: Das Zigeunermädchen von Sebastopol (Charge of the Lancers)
- 1954: Die Caine war ihr Schicksal (The Caine Mutiny)
- 1954: Gangster, Spieler und ein Sheriff (Masterson of Kansas)
- 1969: Alarmstart für Geschwader Braddock (The Thousand Plane Raid)
- 1974: Das Phantom von Hollywood (The Phantom of Hollywood)